# Edmund Edward Fournier d'Albe
Pour les articles homonymes, voir Fournier.
Edmund Edward Fournier d'Albe est un physicien, un astrophysicien et chimiste irlandais, né en 1868  et mort le 29 juin 1933 à St Albans (Royaume-Uni). Il a été professeur d'université et s'est illustré dans l'étude et la vulgarisation des phénomènes électromagnétiques, ainsi que dans les débuts de l'astrophysique. Il a cherché à améliorer la radio et la télévision naissantes, et a inventé un appareil à convertir les caractères en sons pour les aveugles : l'optophone (1912).
Il s'est aussi intéressé à des questions en marge de la science pure comme l'immortalité et la parapsychologie et a voulu démasquer les fraudes liées au spiritisme. Il a été enfin un des initiateurs du panceltisme.

## Vie et carrière
Edmund Edward Fournier d'Albe était issu d'une famille française calviniste ayant émigré en Irlande après la révocation de l'édit de Nantes en 1685.
En 1899, il enseignait les mathématiques au University College Dublin.
Il fut maître de conférence (assistant-lecturer) de physique à l'université de Birmingham à partir de 1910, puis, en octobre 1914, il partit enseigner à l'université du Pundjab, à Lahore.
Il prit sa retraite en 1927, à la suite d'une attaque cérébrale qui lui laissa une main paralysée, mais il continua à écrire dans ses domaines de prédilection.
Il fut donc un grand voyageur, à l'époque de la navigation, tant pour les besoins de sa vie professionnelle que pour les divers intérêts qu'il a eus. Il a même eu le temps d'être un des premiers à parcourir le désert du Sahara en voiture. 

## Physicien et astrophysicien
En 1907, Edmund Edward Fournier d'Albe s'est attaché à la question de l'organisation de l'Univers et dans son livre « Two new Worlds » a défini un univers hiérarchisé en couches d'étoiles de catégories différentes, dont une partie absorbe la lumière des autres en réponse au paradoxe d'Olbers : « pourquoi la nuit est-elle noire alors qu'il y a une quantité incommensurable d'étoiles, si c'est un nombre infini ? ». Son système jugé trop rigide a été réfuté, mais il est considéré comme le précurseur de la théorie de l'univers fractal et Benoît Mandelbrot cite aussi ses réflexions sur la structure du flocon de neige qui est décomposable en une multitude de sous-structures identiques.
À l'université de Birmingham, il s'intéressa à la sensibilité à la lumière du sélénium et construisit, en 1913, une machine pour l'assistance à la lecture à l'intention des aveugles. L'Optophone utilisait cinq sources de lumières placés verticalement avec des photodétecteurs au sélénium, chacun d'entre eux émettant une note musicale en correspondance avec la lumière réfléchie par les caractères. C'est une des premières tentatives de reconnaissance optique de caractères. Il déposa un brevet en 1920 et quelques exemplaires furent fabriqués, mais le processus de lecture s'avéra trop lent.
En 1943, Vannevar Bush et l'Institut Batelle en firent une version améliorée pour les blessés de guerre, mais la lecture restait trop lente.
En 1915, associé avec Harry Grindell Matthews, il utilisa ses connaissances sur le sélénium pour  le pilotage par radio d'un bateau en modèle réduit, le Dawn.
Vers 1925, il s'associa à nouveau avec Harry Grindell Matthews pour des expérimentations sur la transmission d'images à distance et réussit à transmettre un portrait du roi Georges V sur trente lignes.

## Vulgarisateur scientifique
Dès 1893, il envoya des contributions à la revue The Electrician, qui devinrent en 1897 des chroniques hebdomadaires sur « la science de l'électricité contemporaine » jusqu'en 1905.
Quand les Science Abstracts of the Physical Society apparurent en 1895, il en devint un collaborateur régulier jusqu'à sa mort.

## Chercheur sur les manifestations spirites
En 1922, il put assister à des séances de spiritisme dans une famille irlandaise, les Goligher. Un universitaire avait déjà été admis aux séances dans l'obscurité qui permettaient à une jeune femme de communiquer par des bruits avec de supposées personnes mortes et il soutenait la véracité des faits.

Edmund Fournier d'Albe écrivit un livre dans lequel il essayait de montrer qu'il y avait une tromperie.
Faisant la biographie de William Crookes, l'inventeur des rayons X, il montra qu'il avait cautionné de façon peu scientifique des pratiques spirites et contribué à les vulgariser.

## Partisan du panceltisme et de l'espéranto
Passionné par les peuples d'origine celte et partisan de l'autonomie irlandaise, il avait été nommé, en 1898, secrétaire d'un comité provisoire du Congrès panceltique (Panceltic Congress) créé et financé par Lord Bernard Edward Barnaby FitzPatrick, deuxième baron Castletown of Upper Ossory (1849-1937) et il se rendit, cette année-là, à Ploujean, près de Morlaix aux fêtes bretonnes organisées par l'Union régionaliste bretonne à l'occasion de son congrès de fondation.
Il fut actif dans la participation des Irlandais et des Écossais à l'Eisteddfod de Cardiff en 1899, au cours duquel une délégation bretonne, emmenée par Anatole Le Braz, fut reçue par le Collège des Bardes de Grande-Bretagne (Gorsedd Beirdd Ynys Pryden) et une partie d'entre elles fut admise comme bardes destinés à créer la même année la Gorsedd de Bretagne.
En 1901, Lord Castletown décida de créer la revue mensuelle Celtia, rédigée principalement en anglais avec des textes en breton, français, gaélique et gallois. Edmund Fournier d'Albe en était le directeur. Un comité de gestion et de financement devait être créé dans chaque pays celtique.
L'Association celtique, créée en août 1901, avec Fournier d'Albe comme secrétaire général, était dirigée par un Grand Conseil, chaque pays envoyant un représentant rémunéré par elle à Dublin.
Le programme fixé par le Lord irlandais était  d'« obtenir de Londres le droit à l'autonomie pour l'Irlande, l'Écosse, l'île de Man, le pays de Galles et la Cornouailles britannique. (l'Association celtique) fera également pression sur Paris, afin d'obtenir la même chose en Bretagne. »
Il organisa trois congrès celtiques internationaux, mais, en 1908, découragé par la faible mobilisation internationale, il arrêta brusquement toute activité concrète, y compris l'édition de Celtia.

En 1903, il avait publié un dictionnaire irlandais-anglais, l'un des premiers du genre. Il contribua aussi à inscrire la littérature irlandaise dans le mouvement espérantiste en traduisant pour la première fois, avec l'aide de Robert Boyd White,  un texte littéraire ancien, Eachtra Laoghaire Mhic Criomhtain go Maigh Meall (La visite de Laoghaire, fils de Criomhtain dans le Champ de la Félicité, partie du Livre de Lismore).
En 1926, il fit un exposé au 18e congrès mondial espérantiste à Édimbourg sur le thème « la radio et la télévision ».

## Chantre de l'unité des Celtes
En octobre 1914, à la veille de son départ pour l'Inde et pensant à la guerre qui venait de commencer, il écrivit :
« La plus grande guerre de l'Histoire trouve la race celtique unie. Ce que nous avions si longtemps espéré est finalement arrivé. Le pibroch gaélique se fait entendre dans les collines et les vallées de la France. Le Dragon rouge gallois est parti à la guerre. La harpe d'Irlande, vert sur or, résonne avec les régiments de marche d'Érin. Les deux Cornouailles sont devenues une seule. Le royaume mannois a envoyé ses meilleurs fils au combat. Le retournement est complet ! Ils marchent comme des frères, épaules contre épaules, ils marchent vers la victoire ! »

## Ouvrages
- Foclóirí Béarla-Gaeilge (petit dictionnaire anglais-gaélique irlandais). Dublin, 1903
- The electron theory : A popular introduction to the new theory of electricity and magnetism, London, Longmans and Green, 1906.
- Two new World. 1907
- New light on immortality. London, Longmans and Green, 1908.
- Contemporary Chemistry. New-York. Van Strand, 1911.
- The Goligher Circle: May to August, 1921. London: John M. Watkins, 1922.
- The Life of Sir William Crookes, London: T. F. Unwin, 1923.
- Across the Sahara by motorcar, London, Applenton, 1924.
- Traduction de : Charles Nordmann. La tyrannie du temps : Einstein ou Bergson? : The Tyranny of Time: Einstein or Bergson? Translated by E. E. Fournier d'Albe. London: T. F. Unwin, 1925. 216 p.

De très nombreux articles dans des revues scientifiques britanniques et américaines, très souvent signés de ses initiales : E.E.F.dA.